# 第45獨立近衛特別用途旅
第45獨立近衛特別用途旅（俄语：45-я отдельная гвардейская бригада специального назначения，簡稱：45-я ОБр СпН； 第28337號軍部隊）是俄羅斯空降軍所屬的偵察及特別用途單位（特種部隊），總部位於莫斯科州庫賓卡。該部隊創立於1994年，最初為一支團級部隊，直到2015年被擴編為一個旅級單位。

## 歷史
1994年，俄羅斯空降軍在第901空中突擊營和第218特別用途營的基礎下成立了第45獨立近衛特別用途團。當時的帕維爾·波波夫斯基上校認為蘇軍在阿富汗的表現不太理想，他希望成立一支小型精銳部隊以應付未來的反叛亂作戰。
第45獨立近衛特別用途團是由兩個特別用途營所組成，同時擁有15部BTR-80和1部BTR-D。
2016年，該部隊被擴編為一個旅級部隊，其屬下的特別用途連亦由原本的6個增至18個，令其活動範圍從原來的2個作戰區域增至3個。第45獨立近衛特別用途旅雖直屬俄羅斯空降軍，但也接受格魯烏的指揮。

## 參與行動
1993年，第901空中突擊營介入阿布哈茲戰爭，在作戰行動中有8名士兵陣亡，20人受傷，另有35名士兵則獲得嘉許。
1994年，第45獨立近衛特別用途團剛成立不久即投入第一次車臣戰爭，並參與了不少關鍵的戰役，包括格羅茲尼之戰，直到1995年6月13日撤軍。
1997年2月—5月期間參與在阿布哈茲的維和任務。
1999年開始參與第二次車臣戰爭。
2008年參與南奧塞梯戰爭。
烏克蘭政府指控第45獨立近衛特別用途團在2014年烏克蘭危機期間介入頓巴斯戰爭，對此俄羅斯政府一直否認有派兵到烏克蘭。
2022年初期參與入侵烏克蘭，而該部隊似乎沒接近基輔前線。

## 另見
- 格魯烏特種部隊
- 小綠人
- 俄羅斯空降軍